# 博多祝い唄
博多祝い唄（はかたいわいうた）は、祝い目出度(いわいめでた)とも言われ、主に福岡市博多区の博多部で歌われる民謡である。
特に博多祇園山笠追い山で一番山笠の櫛田入りでの斉唱は有名である。

## 歌詞
歌詞は1から7番まである。すべて歌われることは結婚式など稀であり、博多祇園山笠の追い山では1番のみ、博多どんたく港まつりでは3番まで歌われる。
各番冒頭は独唱であり、歌詞を繰り返すところ（1番では2回目の若松様よ）から斉唱となる。
歌詞は下記の通りである。
祝い目出度（めでた）の 若松様よ　若松様よ
枝も栄（さか）ゆりゃ   葉も繁（しゅげ）る
エーイショーエ　エーイショーエ
ショーエ　ショーエ　
ハァ   ションガネ
アレワイサソ
エサソエー
ションガネー
此方（こち）の座敷は 祝いの座敷　祝いの座敷
鶴と亀とが   舞い遊ぶ
エーイショーエ　エーイショーエ
ショーエ　ショーエ　
ハァ   ションガネ
アレワイサソ
エサソエー
ションガネー
さても見事な 櫛田の銀杏（ぎなん）　櫛田の銀杏（ぎなん）
枝も栄ゆりゃ   葉も繁（しゅげ）る
エーイショーエ　エーイショーエ
ショーエ　ショーエ　
ハァ   ションガネ
アレワイサソ
エサソエー
ションガネー
此方（こち）のお庭に 御井戸（おいど）を掘れば　御井戸（おいど）を掘れば
水は若水　黄金（かね）が湧く
エーイショーエ　エーイショーエ
ショーエ　ショーエ　
ハァ   ションガネ
アレワイサソ
エサソエー
ションガネー
旦那大黒 御寮（ごりょん）さんな恵比須（えべす）　御寮 （ごりょん）さんな恵比須（えべす）
出来たその子は　福の神
エーイショーエ　エーイショーエ
ショーエ　ショーエ　
ハァ   ションガネ
アレワイサソ
エサソエー
ションガネー
舟は大黒船 船頭さんな恵比須（えべす）　船頭さんな恵比須（えべす）
乗せた御客（おきゃく）は　福の神
エーイショーエ　エーイショーエ
ショーエ　ショーエ　
ハァ   ションガネ
アレワイサソ
エサソエー
ションガネー
あんた（ああた）百まで わしゃ九十九まで　わしゃ九十九まで
共に白髪の　生ゆるまで
エーイショーエ　エーイショーエ
ショーエ　ショーエ　
ハァ   ションガネ
アレワイサソ
エサソエー
ションガネー

### その他の歌詞
消防士らや消防団など、消火活動に関するものは、以下の歌詞で歌う場合がある。
さても見事な 火消しの纏（まとい）   火消しの纏（まとい）
金の馬簾（ばれん）が舞い上がる
エーイショーエ　エーイショーエ
ショーエ　ショーエ　
ハァ   ションガネ
アレワイサソ
エサソエー
ションガネー